# Lacco Ameno
Lacco Ameno – miejscowość i gmina we Włoszech, w regionie Kampania, w prowincji Neapol, położone na wyspie Ischia.
Według danych na rok 2004 gminę zamieszkiwało 4239 osób, 2119,5 os./km².